# Super Mario Bros. (série télévisée d'animation)
Pour les articles homonymes, voir Super Mario Bros. (homonymie).
Les Aventures de Super Mario Bros. 3
Super Mario Bros. (The Super Mario Bros. Super Show!) est une série télévisée d'animation américaine en 52 épisodes de 22 minutes, créée par Steve Binder et John Grusd d'après le jeu vidéo éponyme et diffusée entre le 4 septembre et le 1er décembre 1989 en syndication.
En France, la série a été diffusée dans Cabou Cadin en 1990 sur Canal+. Elle a été diffusée en clair à partir du 24 décembre 1990 dans l'émission Éric et toi et moi sur Antenne 2, puis rediffusée en 1992 dans Pince-moi je rêve, en 1993 et 1994 dans Télévisator 2 sur France 2, en 1995 sur France 3 dans Bonjour Babar le 3 mai 1999 sur TF1 dans l’émission TF! Jeunesse en 2003 sur M6 Dans M6 Kid en 2009 sur France 4 dans Ludo en 2007-2008 sur Game One en 2010 sur France 5 dans l’émission Ludo en 2011 sur Gulli. Au Québec à partir du 8 septembre 1990 à Télévision Quatre-Saisons.

## Synopsis
Lors d'une réparation de routine, deux plombiers Italo-Américains de New York tombent dans une canalisation et se retrouvent projetés dans un monde parallèle où le Roi Bowser multiplie les mauvais coups. Avec l'aide de la princesse Peach et son fidèle serviteur Toad, Mario et Luigi devront déjouer les plans de l'infâme roi Bowser et ses célèbres sous-fifres: les koopasiens, les gambasiens, Mouser, Lakitu, frères marteaux et bien d'autres encore… Ils vont vivre un tas d'aventures variées, jouant divers rôles selon le lieu où ils se trouvent ou le thème de l'épisode du jour.
Dans les moments difficiles, une seule solution, prononcer la devise des plombiers : « Pâte feuilletée, pâte brisée et pâte à choux, donnez-nous le pouvoir Super Pâtes, et pas de potiron, mon garçon! » et tout devient possible.
À l'inverse des deux suivantes, cette série a la particularité d'être basée sur des contes populaires, mais réinterprétés par Mario, ses amis et ses ennemis.

## Personnages principaux

### Les Protagonistes
- Mario, qui est bien entendu le héros de la série mais qui, contrairement au jeu vidéo, n'a pas pour but de délivrer la princesse, celle-ci étant une héroïne (de troisième rôle) dans bon nombre d'épisodes. Mario a ici pour mission (ou passe-temps) d'affronter Bowser.
- Luigi, qui contrairement au jeu vidéo, n'a pas le rôle de faire-valoir de Mario, mais de véritable allié à la façon Mario et Luigi Superstar Saga.
- La Princesse, joue la plupart des rôles féminins (par exemple : Juliette de Roméo et Juliette) alors que dans la séries suivantes, son rôle peut être véritablement qualifié d'héroïne à part entière, à même titre que Mario et Luigi.
- Toad, le petit champignon, fidèle bras droit de la princesse, ayant une certaine importance dans la série animée, mais qui a un rôle assez anecdotique (sauf pour quelques épisodes)

### Les Antagonistes
- le roi Bowser : appelé l' « infâme Koopa » dans la série animée, il joue le rôle du méchant.
- Mouser : la souris aux lunettes de soleil de Super Mario Bros. 2 se présente comme un sbire de Bowser, et non de Wart. Comme Tryclyde, il disparaît dès Super Mario Bros. 3.
- Tryclyde : le serpent à trois têtes de Super Mario Bros. 2 se présente comme un sbire de Bowser, et non de Wart. Comme Mouser, il disparaît dès Super Mario Bros. 3.

## Distribution

### Voix originales
- Lou Albano : Mario
- Danny Wells : Luigi
- Jeannie Elias : Princesse Peach / Birdo / Maskass
- John Stocker : Toad / Mouser / Koopa Troopa / Beezo
- Harvey Atkin : Bowser / Tryclyde / Snifit

### Voix françaises
- Jacques Dynam : Mario
- Jacques Ferrière : Luigi
- Stéphanie Murat : Princesse Toadstool
- Virginie Ledieu : Princesse Toadstool (voix de remplacement)
- Luq Hamet : Toad
- Raoul Delfosse : Bowser
- Maurice Sarfati : Mouser / Le sultan (épisode 4) / Voix additionnelles masculines
- Julia Dancourt : Le génie de la lampe (épisode 4)
- Serge Bourrier : Marc-Antoine (épisode 5) / Sherlock Holmes (épisode 22)
- Évelyne Grandjean : La mémoire du fleuve (épisode 5) / La champi sirène (épisode 16) / Voix additionnelles féminines
- Gérard Hernandez : Mervin le magicien (épisode 3) / Un des lions du Colisée (épisode 6)
- Francis Lax : Le roi Neptune (épisode 16) / Indiana Joe (épisode 49)
- Philippe Dumat : Calamity Claime (épisode 43)
- Michel Beaune : Brutus (épisode 6)
- Roger Carel : Voix additionnelles masculines

## Épisodes
1. Ne fais pas l'oiseau (Neatness Counts / The Bird! The Bird!)
2. Butch Mario et Luigi Kid (All Steamed Up / Butch Mario and the Luigi Kid)
3. Mario de Cramalot (Day of the Orphan / King Mario of Cramalot)
4. Le Tapis magique (Marianne and Luigeena / Mario's Magic Carpet)
5. En descendant la rivière (The Mario Monster Mash / Rolling Down the River)
6. Le Grand gladiateur (Bonkers from Yonkers / The Great Gladiator Gig)
7. Mario et le haricot (Bats in the Basement / Mario and the Beanstalk)
8. C'est beau l'amour (Will the Real Elvis Please Shut Up! / Love 'Em and Leave 'Em)
9. La Course des BMX (Mama Mia Mario / The Great BMX Race)
10. Deux plombiers et un couffin (Lost Dog / Two Plumbers and a Baby)
11. Gardez les au frais (Alligator Dundee / Stars in Their Eyes)
12. Gare aux pirates (Do You Believe in Magic? / Pirates of Koopa)
13. Robot Koopa (Captain Lou is Missing / Robo Koopa)
14. Monsieur le Comte (Magician / Count Koopula)
15. La Fièvre de la jungle (Dance / Jungle Fever)
16. Jusqu'au bout (Two Bums from Brooklyn / Mario of the Deep)
17. L'incendie (The Marios Fight Back / The Fire of Hercufleas)
18. Mario rit jaune (Fortune Teller / Mario Meets Koop-zilla)
19. Mario et Juliette (Fake Bro / Mario and Joliet)
20. Attention ça brûle (Time Out Luigi / Too Hot to Handle)
21. Le grand boum (Cher’s Poochie / Brooklyn Bound)
22. Les aventures de Sherlock Mario (Plumbers of the Year / The Adventures of Sherlock Mario)
23. Robin et les gais Mario (Flower Power / Hooded Robin and His Mario Men)
24. Le grand guerrier (E.C. The Extra Creepy / Toad Warriors)
25. L'infâme Koopa (Super Plant / The Pied Koopa)
26. Le roi prisonnier (Caught in a Draft / Bad Rap)
27. Au service de sa majesté Koopa (9001: A Mario Odyssey / On Her Majesty's Sewer Service)
28. Mario et le Baron Koopa (Gorilla My Dreams / Mario and the Red Baron Koopa)
29. Le Pot de pièces en or (Heart Throb / Mighty McMario and the Pot of Gold)
30. Les noces de la Princesse (Mario Hillbillies / Do You Princess Toadstool Take This Koopa…?)
31. La marque de zéro (Toupee / The Mark of Zero)
32. 20.000 Koopas sous les mers (Vampire Until Ready / 20,000 Koopas Under the Sea)
33. Les Koopas arrivent (Zenned Out Mario / The Koopas Are Coming! The Koopas Are Coming!)
34. Koopenstein (Baby Mario Love / Koopenstein)
35. Un invité pour la pizza (The Painting / Quest for Pizza)
36. Le gros corruptible (The Unzappables)
37. Le Cheval de Koopa (Texas Tea / The Trojan Koopa)
38. Vive le karaté (Adee Don't / Karate Koopa)
39. Quelle drôle d'histoire (Home Radio / Elvin Lives)
40. Le Père Koopa (Little Marios / Koopa Klaus)
41. Koopa et les dix commandements (The Artist / The Ten Koopmandments)
42. L'aventurier (Goodbye Mr. Fish / The Provolone Ranger)
43. La grande ruée vers l'or (Game Show Host / The Great Gold Coin Rush)
44. Mario ne fait pas le singe (Chippie Chipmunks / Mario of the Apes)
45. Crocodile Mario (Rowdy Roddy's Rotten Pipes / Crocodile Mario)
46. L'école des plombiers (Glasnuts / Plumbers Academy)
47. Ne rapetissons pas (A Basement Divided / Princess, I Shrunk the Mario Brothers)
48. La dernière chance (Opera / Flatbush Koopa)
49. Les aventures du champignon perdu (Cyrano de Mario / Raiders of the Lost Mushroom)
50. Star Koopa (Santa Claus is Coming to Flatbush / Star Koopa)
51. La petite évasion (French / Escape from Koopatraz)
52. La Petite Princesse rouge (No Way to Treat a Queenie / Little Red Riding Princess)

## Production
Cette série est la première tirée du jeu vidéo Super Mario Bros. et la seule distribuée à une échelle internationale. Le générique français de cette série est interprété par Claude Vallois.
Chaque épisode de Super Mario Bros. est composé d'un segment animé et d'une segment live avec deux vrais acteurs représentant Mario et Luigi.
La partie live sert d'introduction et de conclusion à chaque épisode. Elle montre Mario et Luigi dans leur maison. Ils sont visités par plusieurs stars de la télévision. On peut compter parmi eux : Nedra Volz, Norman Fell, Donna Douglas, Eve Plumb, Vanna White, Jim Lange, Danica McKellar, Nicole Eggert, Clare Carey et Brian Bonsall. Des athlètes professionnels comme Lyle Alzado, Magic Johnson, Roddy Piper et Sgt. Slaughter. Certains d'entre eux gardent leur propre rôle dans l'épisode.
La deuxième partie de l'épisode est un dessin animé basé sur Super Mario Bros. et Super Mario Bros. 2. Mario, Luigi, Princesse Peach et Toad se battent contre le vilain Bowser.

## Produits dérivés

### DVD
Super Mario Bros. est sorti en octobre 2006 chez Déclic Images, et est disponible en trois coffrets comprenant chacun 4 DVD (Version française).